# Vettore (biologia)
Un vettore è un organismo necessario affinché un'infezione o un'infestazione parassitaria sia trasmessa all'interno di un'altra specie.
I vettori più studiati sono Artropodi ospiti di parassiti che infettano alternativamente essi e vertebrati omeotermi.
Classico è l'esempio delle zanzare del genere Anopheles, ospiti principali dei protozoi del genere Plasmodium, agenti eziologici della malaria.